# おつやの方
おつやの方（おつやのかた) は、戦国時代から安土桃山時代にかけての女性。織田信定の娘で、織田信長の年齢の近い叔母にあたる。斎藤家臣日比野清実妻、織田家臣妻、美濃の国人の遠山景任の妻、後に武田氏重臣の秋山虎繁の妻。修理夫人、艶、岩村殿、岩村御前ともいわれる。夫の遠山景任が死去し、秋山虎繁と再婚するまでの間は、実質的に岩村城主となっていた。

## 生涯
尾張国の武将・織田信定の娘として誕生。美濃国の斉藤氏の家臣で斎藤六宿老の一人、日比野清実に嫁ぐも永禄4年（1561年）の森部の戦いで、甥の織田信長に攻められて、居城の結城は落城して清実も討死。後に実名不詳の織田家臣に嫁いだ後に、東美濃の遠山氏の宗家の当主である遠山景任に嫁いだ。
元亀3年8月14日（1572年9月21日）景任は子供が無いまま病死したため、信長は息子の御坊丸を岩村遠山氏の後継として送り込んで、おつやの方を事実上の岩村城主とした。
同10月、甲斐国の武田信玄が西上作戦を開始する。信玄はそれまで各地に上洛する旨を喧伝しており、山県昌景と秋山虎繁（信友）の別働隊3,000を三河に向かわせ、自身は遠江に出陣した。
同11月14日、秋山虎繁は武田氏の軍勢で岩村城を取り囲み、おつやの方と婚姻すれば、岩村城に籠る者達を助命するという条件を突きつけた。おつやの方は、当時、織田氏が緒戦で忙しく救援が待てなかったため、その条件を受け入れて岩村城を開城し武田氏の軍門に下った。岩村城は武田氏のものとなり、信玄は配下の下条信氏を送り込んだ（『当代記』）。また11月14日に信玄は遠山氏に岐阜の信長を牽制せよと命じており、また12月12日には遠藤加賀守に岩村城へ兵を増援すると伝えている。
11月15日に、信長は遠山佐渡守に岩村遠山氏が武田氏に臣従したにも関わらず、織田方に残ったことを賞し日吉郷・釜戸本郷を与えている。
元亀4年（1573年）2月下旬に、織田掃部の肝煎りで、おつやの方と秋山虎繁との婚姻が行われた。その後、御坊丸は人質として甲斐に送られた。（甲陽軍鑑）。
天正元年（1573年）3月15日、信長勢は岩村城へ押し寄せたが、何もできずに撤兵した。信玄は岩村城内の土岐・織田派を仕置きした。
同年、4月12日、信玄は伊那郡の駒場にて没した。
天正3年（1575年）織田氏と徳川氏の両軍は長篠の戦いで武田勝頼の軍勢を破ると、織田信忠らが岩村城を包囲した。勝頼は岩村城を救援するべく出陣したが、到着するより前の11月21日、岩村城に籠城していた秋山が率いる武田方は助命を条件に降伏した（天正3年（1575年）の岩村城の戦い）。
天正3年（1575年）11月21日（1575年12月23日）、秋山虎繁・大嶋杢之助・座光寺為清が降伏。
おつやの方を含む虎繁らは、岐阜城近くの長良川河畔へ連行され、逆磔に処せられた。

## 余談
明暦3年（1657年）に岩村藩主となった丹羽氏純は処刑された秋山虎繁と、妻のおつやの方の霊の祟りにより歴代の岩村藩主が遭難したり後嗣が夭折すると言われていたため、その祟り鎮めるために、妙法寺の境内に、天台宗の恵照山 五佛寺を建て、丹羽氏明の母・香樹院の兄が剃髪して住職となった。五仏寺は丹羽氏が国替となった際に廃寺となったが、現在、妙法寺の境内には、秋山虎繁とおつやの方を供養する「まくら冢」が残っている。
岩村町では、おつやの方にちなみ、1992年から本通り沿いの家々で家族の女性の名前を記したノレンを掛けたり、地元の醸造会社岩村醸造が日本酒を売り出したりして、地域おこしに活用している。

## 関連作品

### 小説
- 『火怨（かえん）の城（しろ）　信長（のぶなが）の叔母（おば）』阿井景子　講談社　1987年
- 『花散（はなち）る城（しろ） 戦国女城主秘話（せんごくおんなじょうしゅひわ）』喜安幸夫　光文社）2017年
- 『女城主 上巻』　 小野稔　 講談社　　1984年
- 『女城主 中巻』　 小野稔　 講談社　　1984年
- 『女城主 下巻』　 小野稔　 講談社　　1985年
- 『史談女城主』  　小野稔 　講談社　　1985年
- 『新女城主』　  　小野稔　 七賢出版　1993年